# 레니 윌킨스

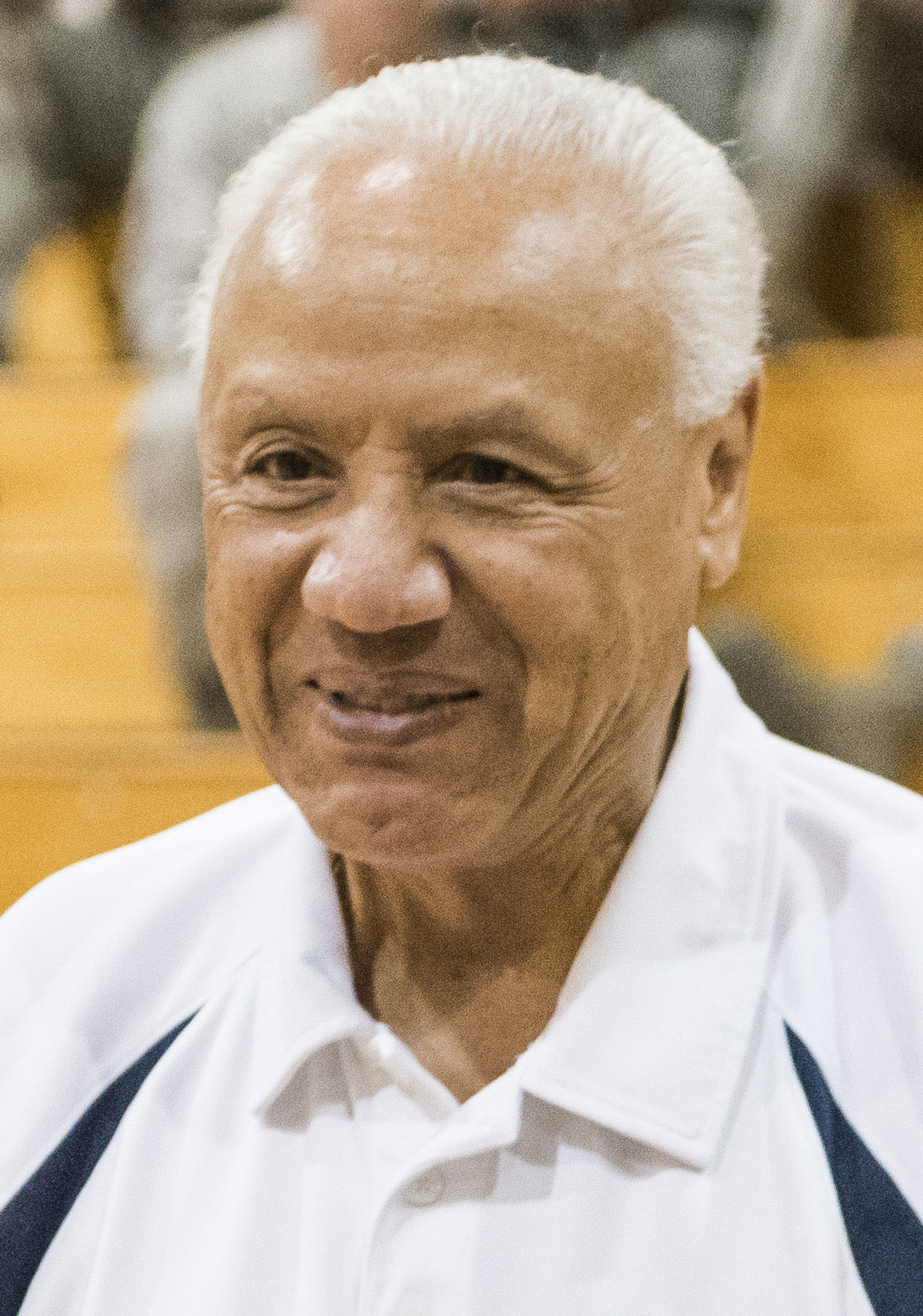
2013년 모습

레니 윌킨스(Lenny Wilkens, 본명: 레너드 랜돌프 윌킨스, Leonard Randolph Wilkens, 1937년 10월 28일 ~ )는 미국의 전 농구 선수이자 NBA(전미 농구 협회)의 코치이다. 1989년 선수로, 1998년 코치로, 2010년에는 1992년 미국 올림픽 "드림팀"의 일원으로 보조 코치로 활동하면서 세 차례 네이스미스 기념 농구 명예의 전당에 헌액되었다. 1996년 윌킨스는 NBA 50주년 기념팀에 이름을 올렸고, 2021년에는 NBA 75주년 기념팀에 이름을 올렸다. 또한 2022년에는 NBA 역사상 가장 위대한 코치 15인 목록에도 이름을 올렸으며, 선수와 코치로서 NBA 75번째 시즌 축하 목록에 모두 이름을 올린 유일한 사람이다. 또한 2006년 대학 농구 명예의 전당에 입성했다.
윌킨스는 선수로서(9회), 감독으로서(4회) NBA 올스타 게임에 총 13회 출전했으며, 1993년 NBA 올해의 코치상을 받았고, 1979년 NBA 챔피언십에서 수석 코치로 우승했다. 시애틀 슈퍼소닉스(Seattle SuperSonics)와 1996년 미국 남자 농구팀의 감독으로 올림픽 금메달을 획득했다.
1994-95 시즌 동안 윌킨스는 NBA 역사상 정규 시즌 코칭 최다 우승 기록을 세웠는데, 이는 그가 1,332승을 거두며 은퇴할 때 보유했던 기록이다. 2022년 2월 현재 그는 돈 넬슨(Don Nelson)과 그레그 포포비치(Gregg Popovich)에 이어 3위를 차지하고 있다. 윌킨스는 2010-11 NBA 시즌에 척 달리 평생 공로상을 수상했다. 윌킨스는 정규 시즌 2,487경기를 치러 NBA 역사상 가장 다작의 코치이기도 하다. 이는 넬슨보다 89경기 더 많고, 다른 어떤 코치보다 400경기 이상 더 많으며, NBA 역사상 다른 어떤 코치보다 1,155패로 더 많은 손실을 입었다.

## 프로 경력
- 세인트루이스 호크스(1960~1968)
- 시애틀 슈퍼소닉스(1968~1972)
- 클리블랜드 캐벌리어스(1972-1974)
- 포틀랜드 트레일블레이저스(1974~1975)

## 코칭 경력
- 시애틀 슈퍼소닉스(1969~1972)
- 포틀랜드 트레일블레이저스(1974~1976)
- 시애틀 슈퍼소닉스(1977~1985)
- 클리블랜드 캐벌리어스(1986-1993)
- 애틀랜타 호크스 (1993-2000)
- 토론토 랩터스 (2000-2003)
- 뉴욕 닉스(2004~2005)